# Lijst van oorlogsmonumenten in Zoetermeer
De Nederlandse gemeente Zoetermeer heeft 5 oorlogsmonumenten. Hieronder een overzicht.
| Nr.  | Object                    | Herdachte groep                                              | Ontwerper                                                         | Onthulling        | Type               | Locatie                         | Plaats     | Coördinaten                  | Foto                      |
| ---- | ------------------------- | ------------------------------------------------------------ | ----------------------------------------------------------------- | ----------------- | ------------------ | ------------------------------- | ---------- | ---------------------------- | ------------------------- |
| 2015 | Oorlogsmonument           | algemeen, allen                                              | Jan Bijhouwer, J.H. van Koolwijk, Geurt Brinkgreve, G. Keuzenkamp | 27 juni 1951      | reliëf             |                                 | Zoetermeer | 52° 3' 18" NB, 4° 29' 50" OL | Oorlogsmonument           |
| 2016 | Indië-monument            | militairen in dienst van het Ned. Kon. na 1945               | Steenhouwerij G. Keuzenkamp                                       | 19 september 1998 | gedenksteen        |                                 | Zoetermeer | 52° 3' 38" NB, 4° 29' 36" OL | Indië-monument            |
| 2456 | Monument bij de Oude Kerk | geallieerde militairen, burgerslachtoffers, verzet Nederland | Jan Buijs                                                         | 29 maart 1949     | begraafplaats/graf | Dorpsstraat 59, 2712 AD         | Zoetermeer | 52° 3' 24" NB, 4° 29' 46" OL | Monument bij de Oude Kerk |
| 2756 | Plaquette bij Nutricia    | overig                                                       |                                                                   | 30 maart 2005     | plaquette          | Einsteinlaan 20, 2719 EP        | Zoetermeer | 52° 2' 43" NB, 4° 29' 2" OL  | Plaquette bij Nutricia    |
| 2857 | Het Gedachtepad           | algemeen                                                     | Yvon Grevers                                                      | 28 juni 2006      | overig             |                                 | Zoetermeer | 52° 3' 19" NB, 4° 29' 48" OL | Het Gedachtepad           |
|      | Stolpersteine             | vervolgden Nederland                                         | Gunter Demnig                                                     |                   | plaquette          | Zie Stolpersteine in Zoetermeer | Zoetermeer |                              |                           |

Alblasserdam ·
Albrandswaard ·
Alphen aan den Rijn ·
Barendrecht ·
Bodegraven-Reeuwijk ·
Capelle aan den IJssel ·
Delft ·
Den Haag ·
Dordrecht ·
Goeree-Overflakkee ·
Gorinchem ·
Gouda ·
Hardinxveld-Giessendam ·
Hendrik-Ido-Ambacht ·
Hillegom ·
Hoeksche Waard ·
Kaag en Braassem ·
Katwijk ·
Krimpen aan den IJssel ·
Krimpenerwaard ·
Lansingerland ·
Leiden ·
Leiderdorp ·
Leidschendam-Voorburg ·
Lisse ·
Maassluis ·
Midden-Delfland ·
Molenlanden ·
Nieuwkoop ·
Nissewaard ·
Noordwijk ·
Oegstgeest ·
Papendrecht ·
Pijnacker-Nootdorp ·
Ridderkerk ·
Rijswijk ·
Rotterdam ·
Schiedam ·
Sliedrecht ·
Teylingen ·
Vlaardingen ·
Voorne aan Zee ·
Voorschoten ·
Waddinxveen ·
Wassenaar ·
Westland ·
Zoetermeer ·
Zoeterwoude ·
Zuidplas ·
Zwijndrecht